# Campionato portoricano di pallavolo femminile
Il Campionato portoricano di pallavolo femminile è un insieme di tornei pallavolistici portoricani, istituiti dalla FPV. A livello professionistico consiste di una sola categoria, la Liga de Voleibol Superior Femenino, oltre la quale vengono organizzati esclusivamente tornei giovanili o amatoriali.

## Struttura
- Campionati nazionali professionistici:

Liga de Voleibol Superior Femenino: vi partecipano 8 squadre.